# 基什瑟勒什
基什瑟勒什，是匈牙利维斯普雷姆州所辖的一个村，总面积6.49平方公里，总人口148，人口密度22.8人/平方公里（2010年1月1日）。